# Extreme Football League
Die Extreme Football League (kurz X League) ist eine 2020 gegründete Indoor-Football-Liga für Frauen. Die erste Saison fand 2022 statt. Die für Oktober 2023 startende zweiten Saison wurde mehrmals verschoben. Aktuell ist der Start der zweiten Saison für den 4. April 2026 geplant.
Gründer war Mike Ditka, ein ehemaliger Football-Spieler und -Trainer der National Football League (NFL) sowie Super-Bowl-Gewinner. Im Mai 2022 kam Samantha Gordon als weitere Eigentümerin dazu.
Die X League wird oft als Nachfolger der 2019 beendeten Lingerie/Legends Football League (LFL) bezeichnet. Im Gegensatz zu dieser sind die Spielerinnen der X League jedoch vollständig bekleidet.

## Teams
| Team                    | Spielort                | Stadion                     |
| ----------------------- | ----------------------- | --------------------------- |
| Arizona Red Devils      | Scottsdale (Arizona)    | Scottsdale Stadium          |
| Atlanta Empire          | Duluth (Georgia)        | Gas South Arena             |
| Austin Sound            | Cedar Park (Texas)      | H-E-B Center                |
| Chicago Blitz           | Rockford (Illinois)     | BMO Harris Bank Center      |
| Denver Rush             | Loveland (Colorado)     | Budweiser Events Center     |
| Kansas City Force       | Independence (Missouri) | Cable Dahmer Arena          |
| Los Angeles Black Storm | Irvine (Kalifornien)    | Championship Soccer Stadium |
| Seattle Thunder         | Kent (Washington)       | ShoWare Center              |

## Saison 2022
Die erste Saison der X League begann am 10. Juni 2022 in der Cable Dahmer Arena in Independence mit dem Spiel der Chicago Blitz gegen die Kansas City Force. Die reguläre Saison umfasste sieben Spiele, jede Mannschaft machte also maximal zwei Spiele. Die vier besten Teams qualifizierten sich für die Playoffs. Im Endspiel um den X Cup 2022 trafen am 11. September 2022 im H-E-B Center at Cedar Park in Cedar Park (Texas), Chicago Blitz und Atlanta Empire aufeinander. Mit einem 19:12-Sieg gewann Chicago Blitz die Meisterschaft.
|  | Playoff | Playoff         | Playoff |  |  | X Cup 2022 | X Cup 2022     | X Cup 2022 |
|  |         |                 |         |  |  |            |                |            |
|  |         |                 |         |  |  |            |                |            |
|  |         | Chicago Blitz   | 34      |  |  |            |                |            |
|  |         | Seattle Thunder | 33      |  |  |            |                |            |
|  |         |                 |         |  |  |            | Chicago Blitz  | 19         |
|  |         |                 |         |  |  |            | Atlanta Empire | 12         |
|  |         | Atlanta Empire  | 34      |  |  |            |                |            |
|  |         | Austin Sound    | 32      |  |  |            |                |            |
|  |         |                 |         |  |  |            |                |            |